# Комарк, Понтус
Понтус Свен Комарк (швед. Pontus Sven Kåmark; 5 апреля 1969, Вестерос) — шведский футболист.

## Карьера

### Клубная
Понтус начал карьеру в молодёжных командах своего родного города Вестерос. А в 1985 году он подписал профессиональный контракт с клубом «Вестерос». В этом клубе он провёл четыре года, перейдя в 1989 году в другой шведский клуб «Гётеборг». В этом клубе он сыграл в более 100 играх и стал пятикратным чемпионом Швеции.
В 1995 году Комарк переходит в английский клуб «Лестер Сити», в составе которого он будет до 1999 года, и выиграв один раз в Кубке Лиги.
Покинув клуб, он возвращается в Швецию, в клуб «АИК», в котором проведёт один сезон. После этого он возвращается в «Гётеборг», где он и завершает свою карьеру в 2002 году.

### Сборная
Понтус Комарк впервые сыграл за сборную Швеции в 1990 году. Всего он провёл в её составе более пятидесяти игр, в которых не забил ни одного гола.
Самым серьёзным достижением является третье месте на Чемпионате мира 1994 года в США. В матче за третье место шведы разгромили сборную Болгарии со счётом 4-0.

## Достижения
«Гётеборг»
- Чемпионат Швеции по футболу: 1990, 1991, 1993, 1994, 1995
- Кубок Швеции по футболу: 1991

«Лестер Сити»
- Кубок Футбольной лиги: 1996/97